# Gare de Vertou
Gare de Vertou vasútállomás Franciaországban, Vertou településen.

## Vasútvonalak
Az állomást az alábbi vasútvonalak érintik:
- Nantes–Saintes-vasútvonal

## Kapcsolódó állomások
A vasútállomáshoz az alábbi állomások vannak a legközelebb:
- Gare de Saint-Sébastien-Frêne-Rond
- Gare de La Haye-Fouassière